# 大久保町水道
大久保町水道（おおくぼまちすいどう）とは、豊多摩郡大久保町（現在の新宿区）が経営していた町営水道である。

## 概要
大久保町は東京市の中心部にほど近く、交通網の発達もあり東京市隣接町村の中で最も早くより開発が行われた。そのため東京市水道から水道水の供給を受け、町役場と町内3小学校、消火栓への給水を行うべく1927年（昭和2年）3月に第1期工事が着工され、同年5月に竣工した。
しかしその後も人口が増加したことで多くの井戸が掘られ、やがて地下水が枯渇するようになった。また、消火栓も町内全域ではなく一部に偏在していたことから、防火上の問題もあった。そのため第2期工事として全町への水道敷設が1929年（昭和4年）2月21日より行われ、1931年（昭和6年）3月に完成した。
1932年（昭和7年）10月1日に大久保町が東京市に統合されたことで、大久保町水道は東京市水道の一部となった。
東京市への引継ぎ時の給水戸数は3133戸、給水人口は1万5665人であった。

## 施設
東京市水道の配水管より水道管を分岐させ上水の供給を受けていたため、水源や浄水場の設備は有さなかった。